# Toba (miasto)
Toba (jap. 鳥羽市 Toba-shi) – miasto w Japonii, w prefekturze Mie, na wyspie Honsiu nad zatoką Ise. Graniczy z miastami Ise i Shimą.
W mieście znajduje się oceanarium.

## Miasta partnerskie
- Stany Zjednoczone: Santa Barbara